# Chlorophorus mjoebergii
Chlorophorus mjoebergii là một loài bọ cánh cứng trong họ Cerambycidae.